# 現實男女
《現實男女》為韓國MBN的綜藝節目，節目以男女分隊伍，利用各自擅長優勢達成任務為主軸。第一季由尹正秀、梁世炯、申成宇、崔鍾訓、韓銀貞、孔賢珠、Sunny、金請夏等人主持。第二季由尹正秀、梁世炯、利特、徐恩光、韓銀貞、張度練、Sunny、金請夏主持，徐恩光因入伍關係由李宰焕加入節目。

## 外部連結
- 第一季官方網站 （页面存档备份，存于）
- 第一季Naver TV （页面存档备份，存于）
- 第二季官方網站 （页面存档备份，存于）
- 第二季Naver TV （页面存档备份，存于）